# Salve Regina (Tüür)
Salve Regina is een compositie van Erkki-Sven Tüür. Hij schreef het werk voor mannenkoor en ensemble. De muziek van dit werk heeft indirect te maken met het werk onder dezelfde werk van landgenoot Arvo Pärt. De rust die Pärt daarin legde is echter niet weggelegd voor Tüür met zijn rock- en jazzachtergrond met dissonanten. De zang is soms tweestemmig, maar ook soms unisono.
Helle Mustonen was een Etse zanger binnen de klassieke muziek.